# Kotchkor
Kotchkor (Кочкор) est une ville du Kirghizistan qui se trouve dans une région de haute montagne de la province de Naryn. Elle ne doit pas être confondue avec la ville de Kotchkor-Ata, plus au sud à la frontière de l'Ouzbékistan. Kotchkor est le chef-lieu administratif du district de Kotchkor. Sa population estimée était d'environ 14 000 habitants en 2012 avec les villages environnants qui dépendent de la municipalité.

## Géographie
La ville s'appelait autrefois Stolypine (du nom du Premier ministre de Nicolas II), puis Kotchkorka à l'époque soviétique. Elle se trouve sur la route A365 qui relie le col de Torougart (à la frontière chinoise) jusqu'à Bichkek, la capitale du pays. À 7 km de la ville, l'embranchement de la A361 la relie à la province de Jalal-Abad et à la vallée de Ferghana.
À 25 km au nord-est, toujours sur la A365, se trouve la localité d'Orto-Tokoï avec son lac artificiel, et à 45 km au nord-est la ville de Balyktchy au bord du lac Issyk-Koul.

## Tourisme
La ville sert de base à des excursions et des trekkings en montagne. Les infrastructures touristiques se sont développées récemment et de manière rapide. Il existe un musée régional.

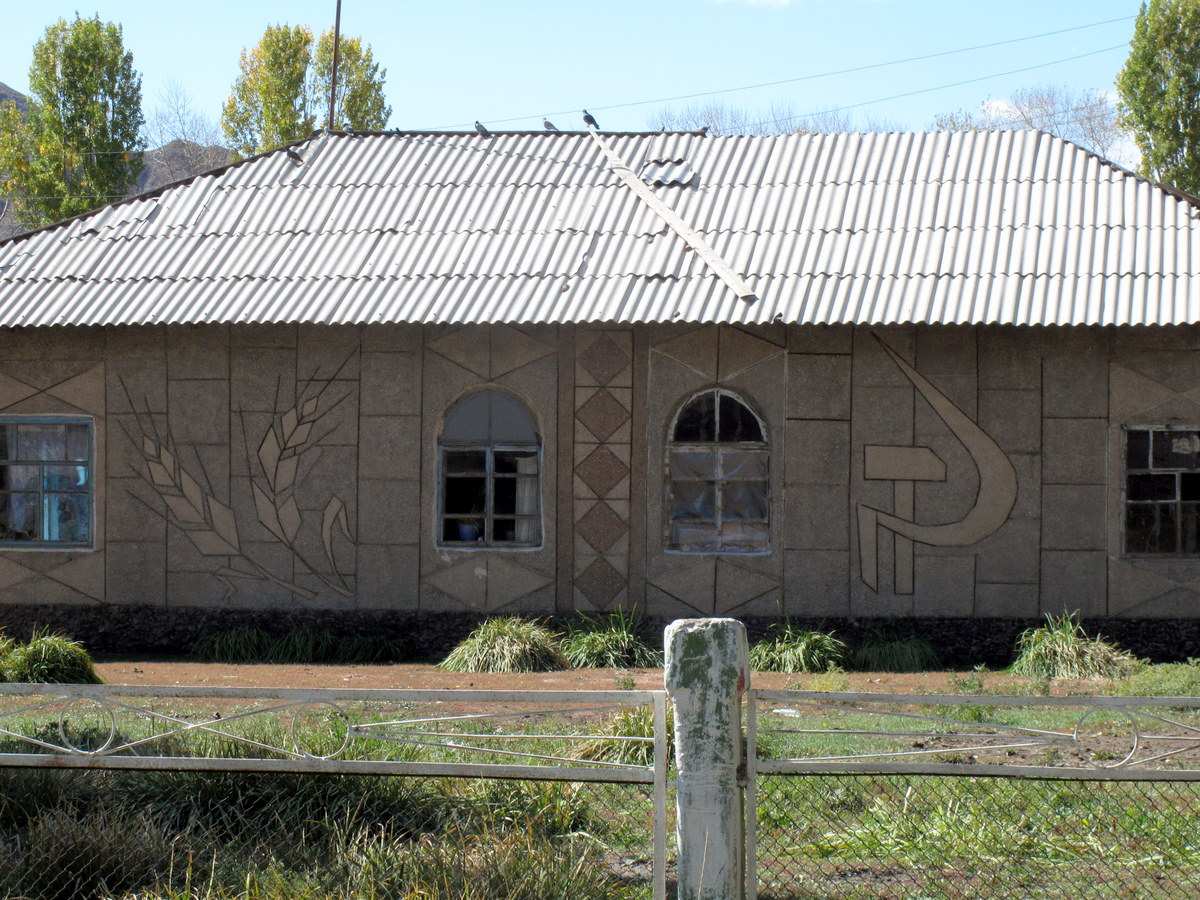
Vue d'une maison (sans doute un ancien club communal) avec les symboles du communisme soviétique
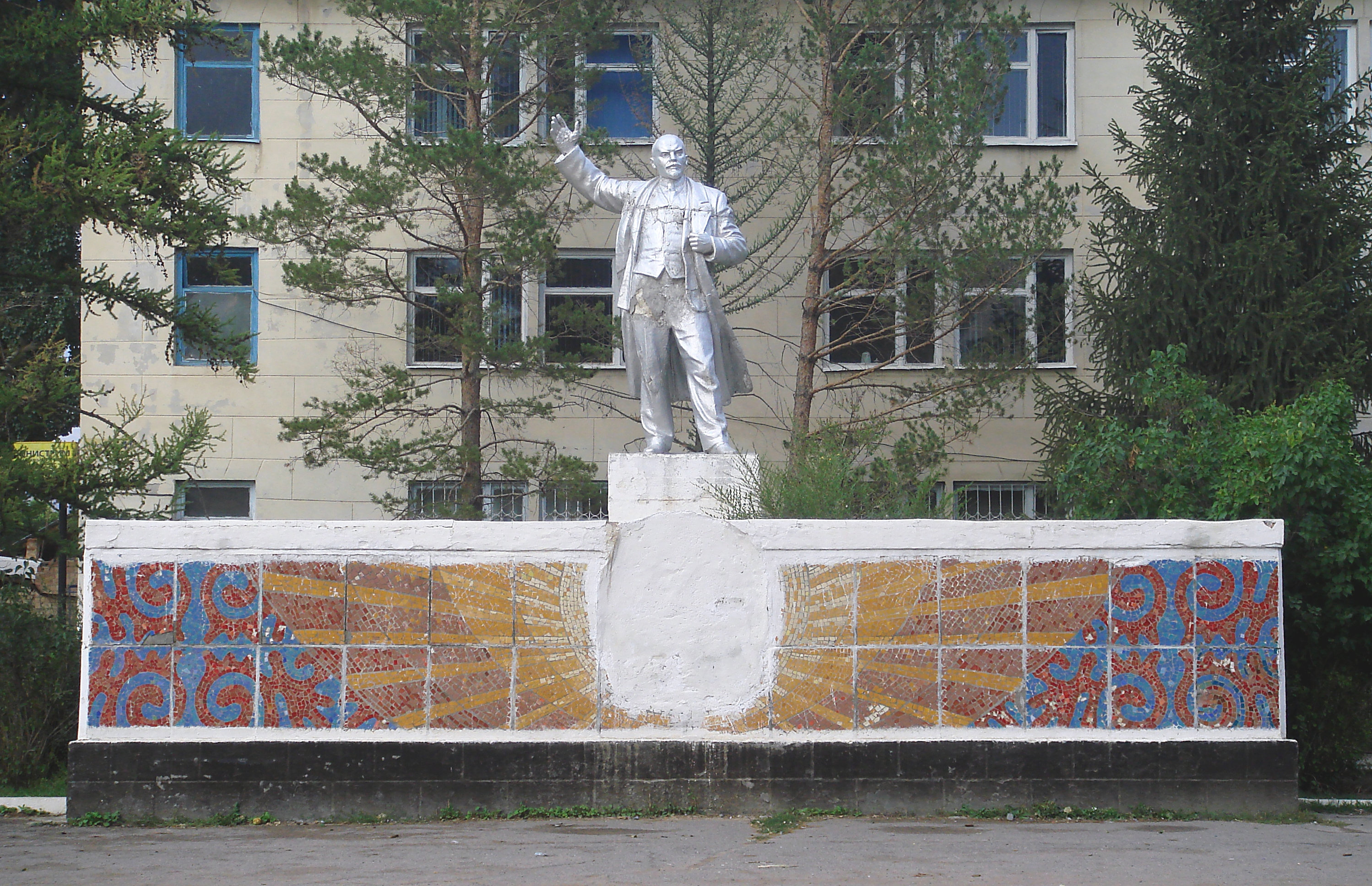
Statue de Lénine à Kotchkor, symbole du soleil levant
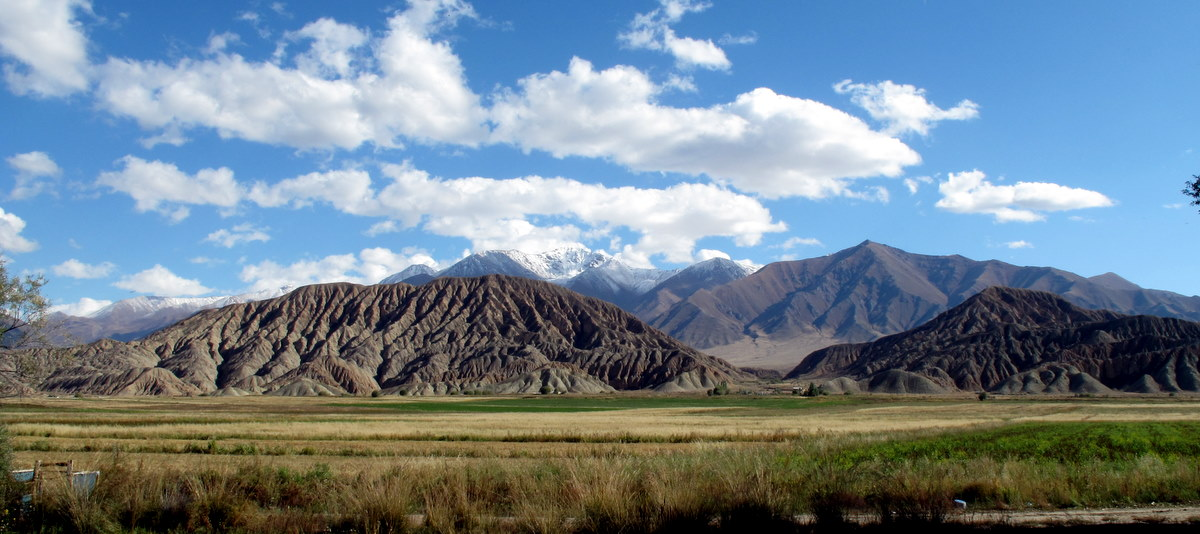
Montagnes et vallée au sud de Kotchkor